# Tavas
Tavas (1899-ig Jezerszkó, szlovákul: Jezersko) község Szlovákiában, az Eperjesi kerületben, a Késmárki járásban.

## Fekvése
Késmárktól 28 km-re északra, Szepesófalutól 12 km-re délre, a Tavas-patak partján fekszik.

## Története
A falut palocsai Horváth György alapította 1611-ben, amikor a Nedec várához tartozó területen Novy Targ és Csorsztyn vidékéről lengyeleket telepített ide. Az írott forrásokban 1773-ban „Jazerszko” alakban tűnik fel. 1787-ben 37 házában 293 lakos élt.
A 18. század végén Vályi András így ír róla: „JEZERSZKO. Tót falu Szepes Várm. lakosai katolikusok, fekszik Jánosfalvához közel, és annak filiája, fája mind a’ két féle vagyon, de határja sovány.”
1828-ban 50 háza és 366 lakosa volt. Lakói mezőgazdasággal, pásztorkodással, erdei munkákkal foglalkoztak.
Fényes Elek 1851-ben kiadott geográfiai szótárában így ír a faluról: „Jezerszkó, tót falu, Szepes vmegyében, Hanusfalva fiókja: 355 kath. lak. F. u. b. Palocsay Horváth. Ut. p. Lőcse.”
A trianoni diktátumig területe Szepes vármegye Szepesófalui járásához tartozott.
A település időközben üdülőfalu lett, síközponttal, drótkötélpályával.

## Népessége
| Év:            | 1994. | 2004.    | 2014.   | 2024.    |
| -------------- | ----- | -------- | ------- | -------- |
| Emberek száma: | 102   | 118      | 111     | 74       |
| Eltérés:       |       | +15,68 % | -5,93 % | -33,33 % |

| Év:            | 2023. | 2024.   |
| -------------- | ----- | ------- |
| Emberek száma: | 73    | 74      |
| Eltérés:       |       | +1,36 % |

1910-ben 219, túlnyomórészt szlovák lakosa volt.
2001-ben 113 szlovák lakosa volt.
2011-ben 108 lakosából 101 szlovák.

## Nevezetességei
- A névadó tavat sűrű fenyves övezi.
- Kis római katolikus temploma 1895-ben épült.